# Tập Minh Trạch
Tập Minh Trạch (giản thể: 习明泽; phồn thể: 習明澤; bính âm: Xí Míngzé; [ɕǐ mǐŋ.tsɤ̌]; sinh ngày 25 tháng 6 năm 1992), biệt danh Tiểu Mộc tử (小木子; 'cây gỗ nhỏ'), là con duy nhất của nhà lãnh đạo tối cao Trung Quốc (Tổng bí thư Đảng) Tập Cận Bình  và ca sĩ dân ca Bành Lệ Viện.

## Tiểu sử
Là con một của nhà lãnh đạo cấp cao nhất Trung Quốc, Tập Minh Trạch khá kín tiếng và không nhiều thông tin cá nhân của cô được tiết lộ với công chúng. Từ năm 2006 đến năm 2008, cô học tiếng Pháp tại Trường trung học Ngoại ngữ Hàng Châu. Cô nhập học tại Đại học Harvard, khi là sinh viên năm nhất năm 2010, sau một năm học đại học tại Đại học Chiết Giang. Cô đăng ký với một bút danh, và duy trì trạng thái ẩn danh. Cô tốt nghiệp cử nhân nghệ thuật vào năm 2014 và sau đó đã trở về Trung Quốc. Tính đến  năm 2015, cô đang sống ở Bắc Kinh.
Sau trận động đất ở Tứ Xuyên năm 2008, Tập Minh Trạch đã tình nguyện làm nhân viên cứu trợ thảm họa trong một tuần ở Miên Trúc. Năm 2013, cô xuất hiện lần đầu trước công chúng cùng bố mẹ tại làng Liangjiahe ở Diên An, tỉnh Thiểm Tây, tại đó gia đình Tập Cận Bình chúc Tết Nguyên đán tới người dân địa phương. Cô được mô tả là thích đọc sách và thời trang.